# La Matapédia
La Matapédia ist eine regionale Grafschaftsgemeinde (französisch municipalités régionales de comté, MRC) in der kanadischen Provinz Québec.
Sie liegt in der Verwaltungsregion Bas-Saint-Laurent und besteht aus 25 untergeordneten Verwaltungseinheiten (zwei Städte, sieben Gemeinden, ein Dorf, acht Sprengel und sieben gemeindefreie Gebiete). Die MRC wurde am 1. Januar 1982 gegründet. Der Hauptort ist Amqui. Die Einwohnerzahl beträgt 17.925 (Stand: 2016) und die Fläche 5.374,57 km², was einer Bevölkerungsdichte von 3,3 Einwohnern je km² entspricht.

## Gliederung
Stadt (ville)
- Amqui
- Causapscal

Gemeinde (municipalité)
- Albertville
- Lac-au-Saumon
- Sainte-Florence
- Sainte-Marguerite
- Saint-Vianney
- Sayabec
- Val-Brillant

Dorf (village)
- Saint-Noël

Sprengel (municipalité de paroisse)
- Saint-Alexandre-des-Lacs
- Saint-Cléophas
- Saint-Damase
- Sainte-Irène
- Saint-Léon-le-Grand
- Saint-Moïse
- Saint-Tharcisius
- Saint-Zénon-du-Lac-Humqui

Gemeindefreies Gebiet (territoire non organisé)
- Lac-Alfred
- Lac-Casault
- Lac-Matapédia
- Rivière-Patapédia-Est
- Rivière-Vaseuse
- Routhierville
- Ruisseau-des-Mineurs